# 国家再編成プロセス
国家再編成プロセス(スペイン語: Proceso de Reorganización Nacional、しばしば単にel Proceso("過程")と呼ばれる)は、1976年から1983年までアルゼンチンを支配していた軍事政権の指導者達が使用していた名称である。アルゼンチンでは、歴史上何度か軍事政権が統治していた時期があったので、これは「最後の軍事政権」(la última junta militar)、或いは「最後の独裁政権」(la última dictadura)として知られている。
アルゼンチン軍は直前に他界したペロン大統領の支持者達の間で発生した暴力的な党派対立の最中に1976年アルゼンチン・クーデター(1976 Argentine coup d'état)で権力を掌握した。軍事政権は汚い戦争を続けた。1982年にフォークランド紛争でイギリスに敗北した後、軍事政権に対する反発が強まり、1983年に政権は崩壊した。

## 背景
軍部は歴史上アルゼンチンの政治において常に高い影響力を持っており、アルゼンチンの歴史は頻発し長期化した軍部支配に結び付けられていた。三度も大統領に就任した人気の高い指導者フアン・ペロン自身は、1943年のクーデターで権力を掌握した陸軍大佐だった。ペロンは資本主義でもなく共産主義でもない「第三の道」としていたナショナリズム、つまり正義主義(ペロン主義)と呼んでいた新しい方針を促した。直接選挙で大統領に再選された後に、ペロンは1955年にリベルタドーラ革命(Revolución Libertadora)によって追放され亡命生活を余儀無くされた。
権力の弱い政権が何度か続き、その後に七年間の軍事政権が崩壊した後に、ペロンはフランコ時代のスペインに20年間の亡命生活の後に、ペロニ支持者間での分裂や政治的に動機付けられた暴力など、激化する動乱の最中にアルゼンチンに帰国した。彼は右派ペロニスタ運動の頃にエセイサ虐殺(Ezeiza massacre)が起きた1973年6月20日に帰国した。
ペロンは1973年に民主的に大統領に選ばれたが、既に78歳と高齢だった上に心臓病に悩まされており、1974年7月に心臓発作により死去した。彼の副大統領は彼の三番目の妻イサベル・ペロンだった。しかし彼女は権力基盤が弱く無力な支配者だった。革命組織の一員で極左派のペロン主義勢力モントネーロスの最高指導者は軍部や、警察、ペロン政権で厚生大臣を務めロッジP2の一員だったホセ・ロペス・レガル(José López Rega)によって設立され死の部隊と呼ばれたアルゼンチン反共同盟(Argentine Anticommunist Alliance)といった右派の準軍事組織によって行われた抑圧に対する報復として、激しい暴力(例えば拉致や爆撃といった)政治的暴力をエスカレートさせた。状況はマルティネスが屈服し1976年3月24日にホルヘ・ラファエル・ビデラ中将率いる軍事政権に取って代わられるまで増長していった。

## 汚い戦争
「国家再編成プロセス」という表現は、当時のアルゼンチンの危機的な社会政治的状況の制御を含有する為に使われた。証拠の無い告発による事例も多かったイデオロギー的な理由や非合法な逮捕に基付いた強制的失踪(Forced disappearance)は、一般的になった。武装した兵士が現れてアトランダムに人々の住宅を選んで荒らし回った。人々が政府に対し抗議したいという気持を減退させる為に、警察は理由も無しに自動車を車線外に出し、意味も無く民家に居た人を殴り、説明せずに立ち去った。政府のスパイが大学に派遣され潜伏した。僅かに左翼的な意見を公然と述べた学生は、単純に姿を消した。汚い戦争が終わった後に行方不明者捜索国家委員会(National Commission on the Disappearance of Persons)(CONADEP)によって行われた公式な調査では8961人が犠牲となったと見積もられた。(強制的失踪の被害者）desaparecidos やその他の人権侵害は正確な人数が更に多いに違い無いという点に注意して、そして記録は軍当局によって消された為に報告されなかった。行方不明になった人々の中には、妊娠した女性や、赤ん坊が生まれた場合には軍人の家族によって非合法に養子にさせられた。
1985年にアカデミー賞で外国語映画部門で最優秀賞を受賞した『オフィシャル・ストーリー』(The Official Story)という映画がこの状況を描いている。アルゼンチンの秘密情報機関国家情報事務局(Secretaría de Inteligencia)も同様にアウグスト・ピノチェトのチリの情報機関チリ国家情報局(Dirección de Inteligencia Nacional)に協力し、6万人以上の犠牲者を出したとされるコンドル作戦(Operation Condor)を初めとして、アメリカ合衆国にあるその他の南米大陸の情報機関は同地での左に曲がった政治を絶滅させる努力を支援した。国家情報事務局はホンジュラスのレパテリケ基地、ニカラグアでサンディニスタ政権を相手に戦っていたコントラも訓練した。
体制は立法府を閉鎖し、厳しい検閲を採用して報道の自由や表現の自由を制限した。アルゼンチンが開催して優勝したサッカーのワールドカップは人々を国粋主義的な見せかけに動員する為のプロパガンダとして利用された。
腐敗、失敗しつつある経済、体制によって行われた激しく抑圧的な手段に対する世論の反発の高まり、そしてフォークランド紛争での軍事的敗北が、1982年のイギリスに対するナショナリスティックな熱狂の中で国家を動員する意図を持って始められ、体制の公的な印象を悪化させたとしばしば考えられている。最後の「事実上」の大統領レイナルド・ビニョーネは陸軍内部の支持を失い、世論の高まる圧力を受けて選挙を行う事を余儀無くされた。1983年10月30日に選挙が行われ、ラウル・アルフォンシンが大統領に選出される形で民主主義が正式に復活した。

## 経済政策

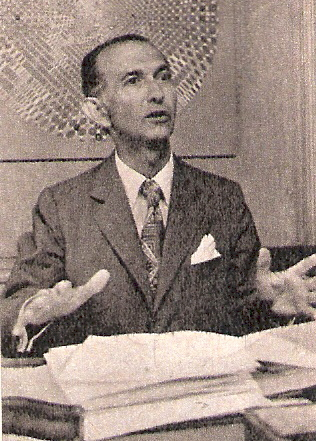
軍政下にあって新自由主義的経済政策を主導したマルティネス＝デ＝オス

ビデラはホセ・アルフレド・マルティネス＝デ＝オスを経済閣僚に任命し、後に新自由主義として知られる方針に則って国有企業を安定化させる事を命じた。しかし国家が重要な産業を保有するコーポラティズム政策を主張したラモン・ディアス計画大臣の反対に遭い、ディアスの解任後も軍部の将校の天下り先の権益を手放さなかったことからマルティネス＝デ＝オスによる国営企業の民営化は遅々として進まなかった。そうしている内に軍事政権は公共事業や社会保障の為に対外債務を膨らませ、アルゼンチンの産業や輸出に悪影響を与えるインフレーションを抑え込むために高い金利や過度なペソ高に依存する事を余儀無くされた。軍事政権の経済政策は同様に生活水準も低下させ、軍事政権が成立するまでは全人口の9%が貧困層で失業率は4.2%だった(当時のフランスやアメリカ合衆国より低い)が、経済格差を増加させた。

## フランスの支援
フランス人ジャーナリストマリー＝モニク・ロバンはフランス外務省のアーカイヴで、アルジェリア戦争を戦った兵士達によって構成される「恒久的なフランスの軍事的任務」が設置されるという1959年のパリとブエノスアイレスとの合意が、アルゼンチン陸軍に陸軍参謀総長の事務所を開設したという原本資料を発見した。彼女はヴァレリー・ジスカール・デスタン政権がいかにアルゼンチンのビデラ軍事政権やチリのアウグスト・ピノチェト政権に協力していたかを示した。
緑の党の代理人ノエル・マメール、マルティーヌ・ビラール(Martine Billard)やイヴ・コッシェは2003年9月10日に議会の委員会の要求に応じて、エドゥアール・バラデュールが議長を務めるフランス国民議会の外交委員会で「1973年から1984年までのラテンアメリカでの軍事政権に対する支持というフランスの役割」について証言した。『ル・モンド』以外の新聞はこの要求について沈黙を保った。しかしながら、代理人ロラン・ブルム(Roland Blum)は委員会の告発にマリー＝モニク・ロバンの話を聞く事を拒否し、2003年12月にロバンによって最悪な箇所として修正された12頁の報告書を出版した。ロバンによってフランス外務省で合意資料が発見されたにも拘わらず、合意は結ばれなかったと指摘された。
外務大臣ドミニク・ド・ビルパンは2004年2月にチリを訪問し、フランスと軍事政権との間で協力は一切無かったと主張した。

## アメリカ合衆国政府の態度
アメリカ国家安全保障アーカイブから発見された機密種別から外された電報は、汚い戦争に対するアメリカ合衆国政府の態度を、特にヘンリー・キッシンジャー国務長官の態度を明らかにする。キッシンジャーは1976年に軍事政権に伝えていた事を引用されていた:

ご覧なさい、我々の基本的態度はあなた方に成功して頂く事である。私は友人が支えられるべきだという時代遅れの見方を持っている。アメリカ合衆国で理解されない事は、あなた方が内戦を戦っているという事だ。我々は人権問題について読んだが、文脈になっていなかった。より早く成功する事がより良い。人権問題は大きくなりつつある。貴国の大使はあなた方に通告する可能性がある。我々は強固な状況が欲しい。我々はあなた方に不必要な困難を起こさせまい。もしあなた方が議会が回復される前に終わらせる事が出来るなら、それはより良い。あなた方が回復させる自由なら何でも助けるだろう。

イギリスで行われた逮捕状の不成功な試みと同様に、スペイン人判事バルタサール・ガルソン(Baltasar Garzón)によってヘンリー・キッシンジャー元国務長官を行方不明者捜索の証人として呼び出す試みが行われた。

## その後
「プロセス」の指導者達に対する法的な告発や裁判の主導権を握っているアルフォンシン大統領の命令を受けて、彼らは1985年に裁判に掛けられた(Trial of the Juntas)が、彼らは1989年にカルロス・メネム大統領によって恩赦が与えられ、激しく物議を醸した。軍事政権の将校達の裁判が再開されると、恩赦法は2005年に違憲であると宣言された。
軍事政権期の元海軍大尉アドルフォ・シリンゴ(Adolfo Scilingo)が薬物中毒患者や政治的な反軍政派の裸の遺体を航空機から大西洋に投げ捨てた件における彼の役割に関して裁判に掛けられた。彼は2005年にスペインで人道に対する罪で懲役640年の判決を受けた
カトリック司祭でブエノスアイレス警察(Buenos Aires Provincial Police)のチャプレンだったクリスチャン・フォン・ヴェルニッヒ(Christian von Wernich)は非合法な収容所で政治犯を拷問した容疑で2003年に逮捕され、アルゼンチンの裁判所は2007年10月9日に彼に終身刑の判決を言い渡した。

## 追悼
2002年にアルゼンチンの議会は独裁政権の被害者を追悼する為に3月24日を真実と正義を記憶する日(Day of Remembrance for Truth and Justice)とする事を宣言した。2006年には、「プロセス」が始まった軍事クーデターから30年経った事に因んで記憶の日が祝日(Public holidays in Argentina)にすると宣言された。クーデターを思い出す行事は国中を通じて大規模な公的行事やデモによって記憶されている。

## 1976年から1983年までのアルゼンチン大統領

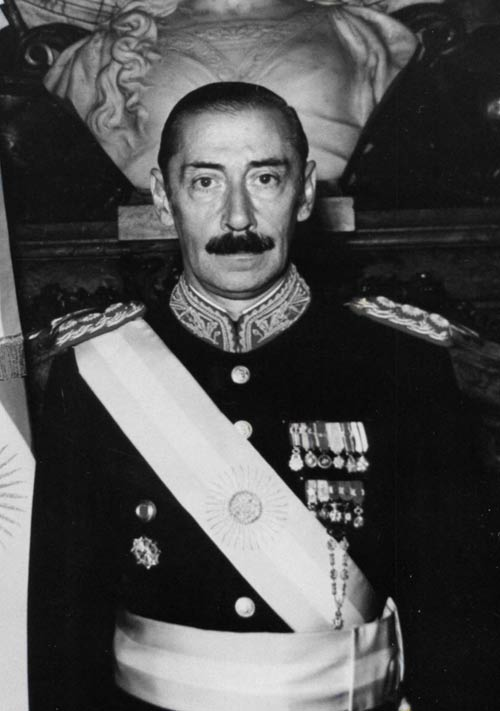
ホルヘ・ラファエル・ビデラ中将 （1976年3月29日 – 1981年3月29日）
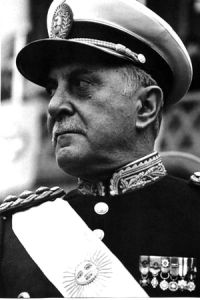
ロベルト・エドゥアルド・ビオラ中将(Roberto Eduardo Viola) （1981年3月29日 – 12月11日）
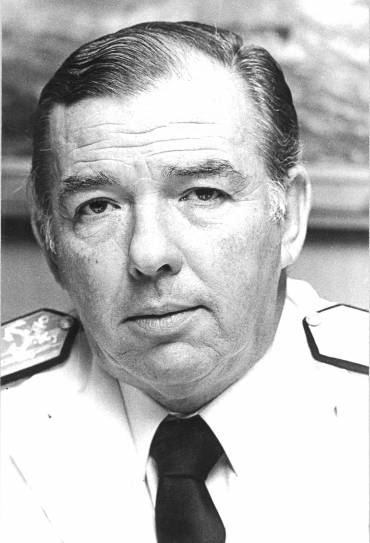
カルロス・アルベルト・ラコステ副提督(Carlos Alberto  Lacoste) （1981年12月11日 – 12月22日・代行）
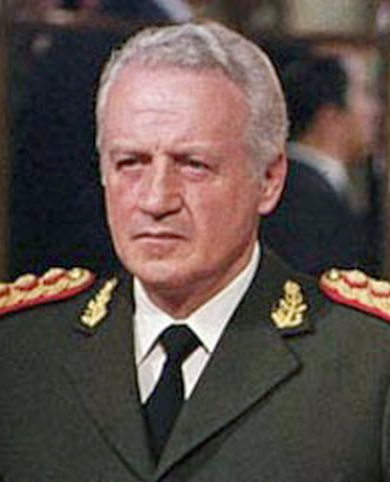
レオポルド・ガルチェリ中将 （1981年12月22日 – 1982年6月18日）
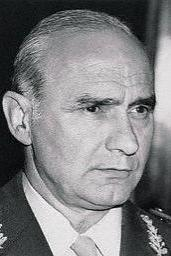
アルフレド・オスカル・サン＝ジャン少将(Alfredo Oscar Saint Jean) （1982年6月18日 – 7月1日・代行）
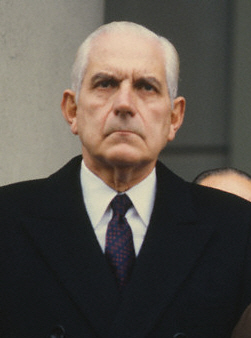
レイナルド・ビニョーネ准将 （1982年7月1日 – 1983年12月10日）

## 軍事評議会
再編成期に四つの軍事評議会が成立し、それぞれに陸海空三つの首脳が統率していた: 

### ビデラ政権前期(1976年-1978年)

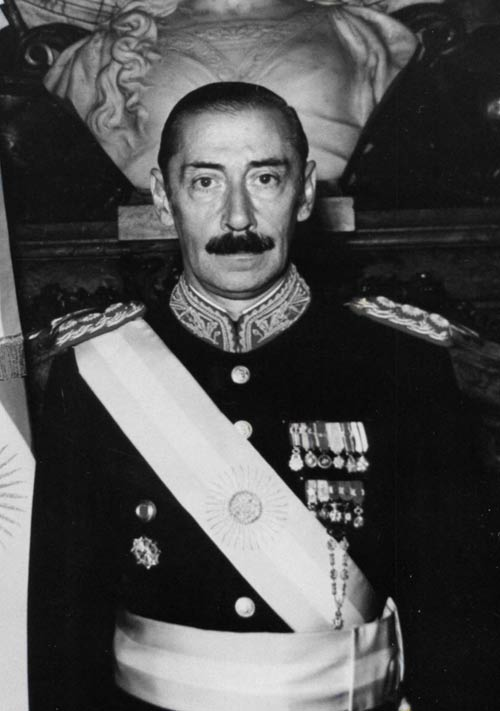
ホルヘ・ラファエル・ビデラ中将 （アルゼンチン陸軍最高司令官・大統領）
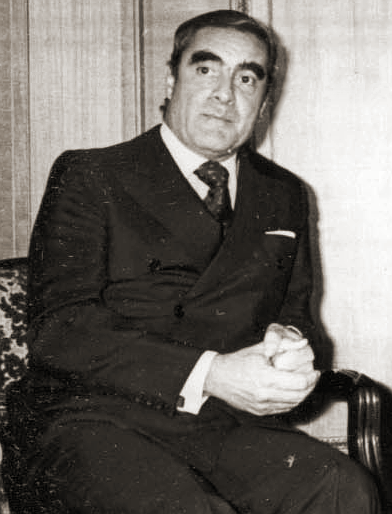
エミリオ・エドゥアルド・マッセラ提督（アルゼンチン海軍最高司令官）
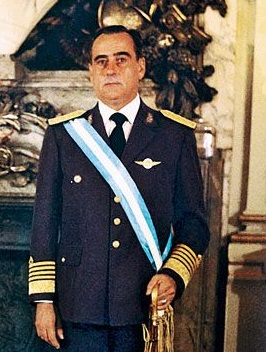
オルランド・ラモン・アゴスティ准将[13] （アルゼンチン空軍最高司令官）

### ビデラ政権後期(1978年-1981年)

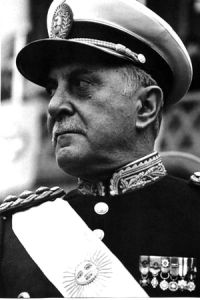
ロベルト・エドゥアルド・ビオラ中将 （アルゼンチン陸軍最高司令官）
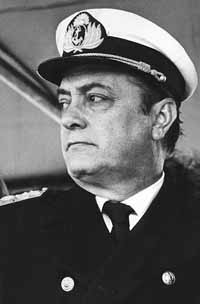
アルマンド・ランブラッシーニ提督 （アルゼンチン海軍最高司令官）
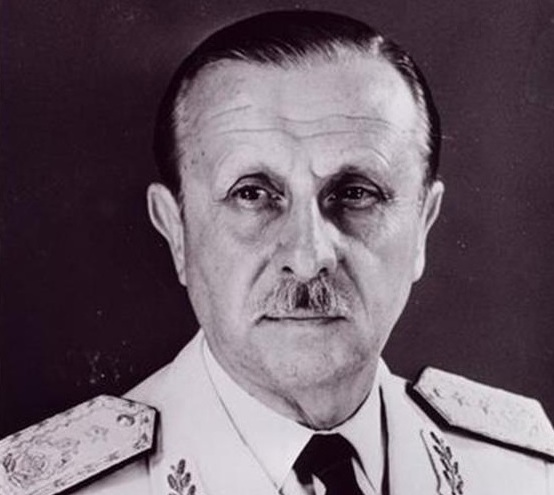
オマール・ドミンゴ・ルーベンス・グラフィニャ准将 （アルゼンチン空軍最高司令官）

### ビオラ→ガルチェリ政権(1981年-1983年)

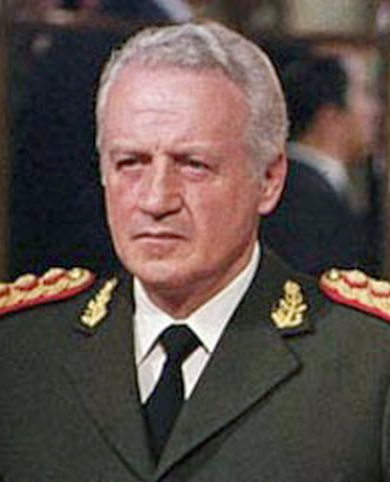
レオポルド・ガルチェリ中将 （アルゼンチン陸軍最高司令官・のち大統領）
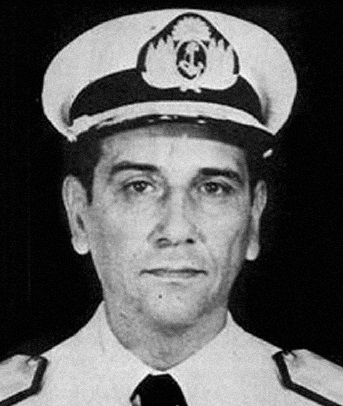
ホルヘ・アイザック・アナヤ提督 （アルゼンチン海軍最高司令官）
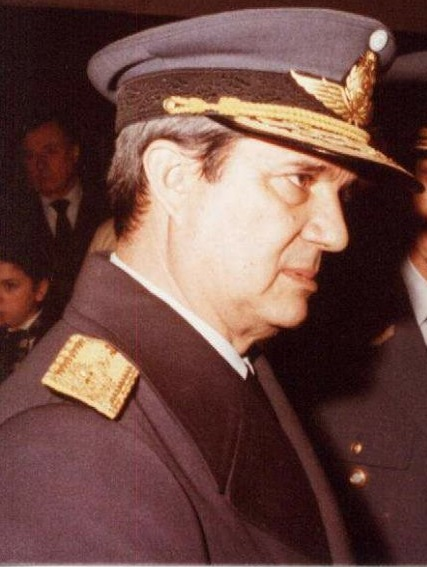
バジリオ・ラミ＝ドーゾ准将 （アルゼンチン空軍最高司令官）

### ビニョーネ政権(1982年-1983年)

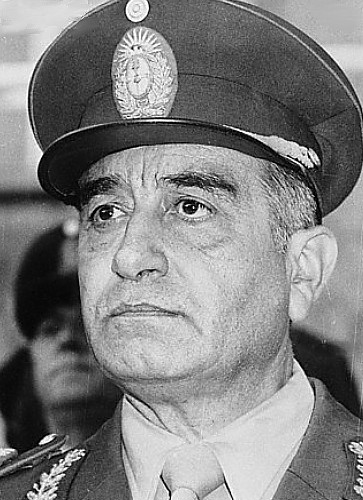
クリスティーノ・ニコライデス中将 （アルゼンチン陸軍最高司令官）
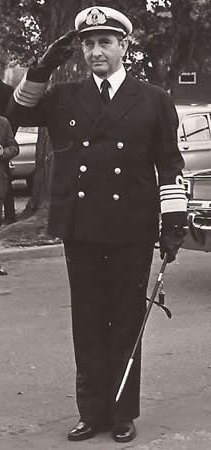
ルーベン・オスカー・フランコ提督 （アルゼンチン海軍最高司令官）
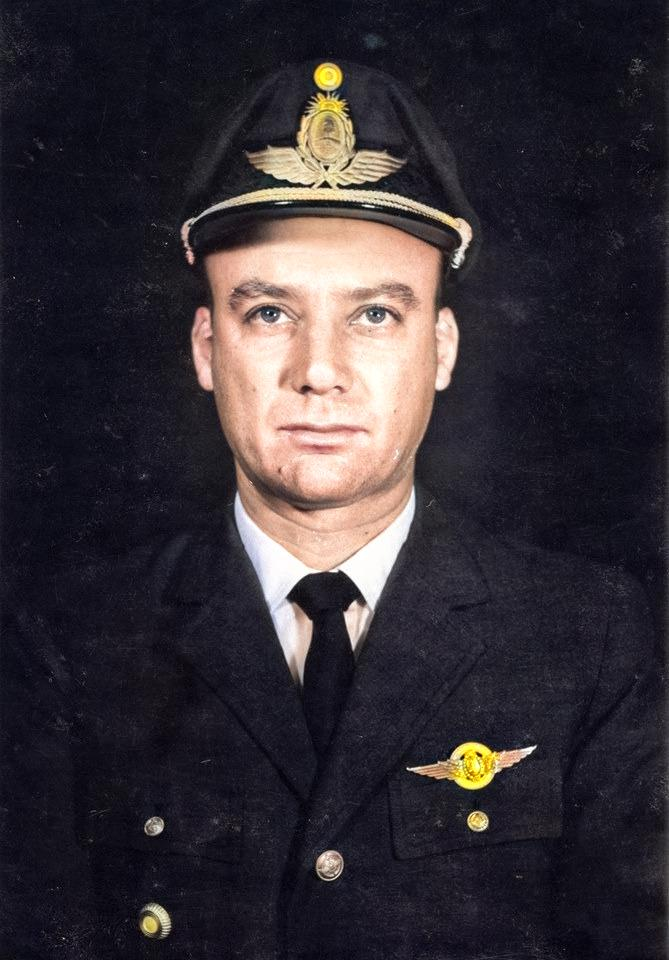
アウグスト・ホルヘ・ヒューズ准将 （アルゼンチン空軍最高司令官）